# Dositheus (matematician)
Dositheus sau Dositheos a fost un gânditor și matematician grec, din secolul al III-lea î.Hr. A activat în Alexandria și se pare că a fost de etnie ebraică. A fost elev al lui Conon din Samos și al lui Euclid.
Era contemporan cu Arhimede, cu care purta o continuă corespondență.
În una din lucrările lui Arhimede Despre sferă și cilindru se găsește o prefață adresată lui Dositheus.